# 東方女王號
東方女王號（Orient Queen），為一艘建造於西班牙華倫西亞的游轮，載客量達370人。该船於1989年落成，前稱維斯塔馬爾號（Vistamar），於2012年改為現名，由黎巴嫩游轮公司Abou Merhi Cruise擁有。東方公主號以貝魯特港作為母港，主要經營地中海東部航線。
東方公主號在先前由沙特阿拉伯阿卜杜拉國王港出發，經過長達22日的航程後，於2020年6月27日抵達貝魯特。同年8月4日，該郵輪因貝魯特爆炸事故而遭受嚴重破壞。船上兩名菲律賓船員喪生 ，亦造成多名船上人員受傷。 一名船員接受訪問稱「該郵輪已被完全摧毀」。最終東方公主號於當日晚上沉沒。